# レフ・オクン
レフ・オクン（Lev Borisovich Okun, 1929年7月7日- 2015年11月23日）は、ロシアの理論物理学者である。素粒子物理学の分野に貢献している。
カルガ州に生まれた。1953年、モスクワ工学・物理研究所（Moscow EngineeringPhysics Institute）を卒業し、理論実験物理研究所（ITEP：Institute of Theoretical and Experimental Physics）で働く。1967年からITEPの教授である。1950年代に素粒子を分類してハドロンと命名した一人である。

## 受賞歴
- 1988年：マテウチ・メダル（イタリア科学アカデミー）
- 1989年：Lee Page Prize
- 1990年：Karpinsky Prize
- 1993年：フンボルト賞(von Humboldt Prize)
- 1996年：ブルーノ・ポンテコルボ賞
- 2002年：Landau Gold Medal
- 2008年：ポメランチュク賞